# Biophytum uzungwaensis
Biophytum uzungwaensis là một loài thực vật có hoa trong họ Chua me đất. Loài này được Frimodt mô tả khoa học đầu tiên năm 1999.